# Missione bilaterale di assistenza e supporto in Libia
(il generale Mohammed el-Haddad, capo di stato maggiore della Difesa libica sulla MIASIT)
La Missione bilaterale di assistenza e supporto in Libia (abbreviato in MIASIT Libia) è una missione Italiana, di supporto al governo della Libia nella formazione delle forze armate e nel mantenimento della stabilità della regione.

## Storia
Nasce nel 2018 a seguito della riconfigurazione dell'Operazione "Ippocrate" per fornire supporto al governo libico per la stabilizzazione e il potenziamento delle istituzioni locali in accordo con le direttive emanate dall'Organizzazione delle Nazioni Unite e per l'addestramento delle forze armate.
Svolge attività di Stability Police e security force assistance, oltre ad attività tecnico-logistica.
Viene approvata dal Consiglio dei ministri della Repubblica Italiana il 28 novembre 2018, presso il Senato della Repubblica il 12 dicembre 2018 e presso la Camera dei deputati il 19 dicembre 2018.
Nel 2021 c'è stato un deterioramento dei rapporti tra i 2 paesi a causa del blocco di rifornimenti italiani nel porto di Misurata, del blocco del volo militare del nuovo staff di supporto destinato alla missione costringendolo all'utilizzo di un volo civile dalla Turchia e dal ritardo nel rilascio dei visti ai nuovi militari destinati alla missione.
Inoltre c'è stata un'ostilità da parte degli Emirati Arabi Uniti che ha bombardato l'aeroporto di Misurata che ospita il contingente italiano e turco, a favore dei miliziani islamici.
Dal 2023 svolge attività volte alla riunificazione delle Forze armate libiche supportato dagli Stati Uniti d'America e dai partner per garantire una maggiore stabilizzazione della regione.
Inoltre svolge attività di supporto alla Guardia costiera libica.

### Supporti forniti
I supporti forniti sono:
- Donazione di materiale elettromedicale all'ospedale militare di Tripoli
- Costruzione di 1 aula multimediale per l'addestramento dei piloti all'accademia militare aeronautica di Misurata[18]
- Supporto allo sminamento di Tripoli[19][20]
- Addestramento dei militari libici in Italia[21]
- Donazione di metal detector ai genieri dell'Esercito libico[22]
- Trasporto e cura in Italia di 4 militari libici ustionati gravi[23]

### Corsi Svolti
- Corso "Self Defense Close Combat" di metodo di combattimento militare svolto dalla Brigata paracadutisti "Folgore"[24]
- Corso di Lingua italiana[25]
- Corso di sminamento svolto dall'8º Reggimento genio guastatori paracadutisti "Folgore"[26]

### Struttura
Le unità incorporate all'interno della struttura della missione sono le seguenti:
- Unità sanitaria
- Mobile Training Team[27]
- Unità di supporto
- Unità infrastrutturale
- Unità tecnico-specialistica
- Squadra CBRN
- Squadra ricognizione
- Ufficio di collegamento con i dicasteri libici
- Unità protezione del personale[28]

## Partecipanti
- Arma dei Carabinieri[29]
- Esercito Italiano[30]
- Marina Militare
- Aeronautica Militare
- Guardia di Finanza[31]
- Corpo delle infermiere volontarie della Croce Rossa Italiana[32]

## Dati

### Personale
Il personale della missione è di 400 unità (media annuale di 375 unità).

### Equipaggiamento
- 142 mezzi terrestri
- 2 mezzi aerei[34]
- Nave a rotazione dell'Operazione Mediterraneo Sicuro distaccata nel porto di Tripoli[35]

### Costi
I costi registrati nel 2020 per la missione sono di 47.856.596,00€.

## Comandanti
- Generale di brigata E.I.Maurizio Fronda (2020 - 2021)[37]
- Generale di brigata E.I. Michele Fraterrigo (2022 - 2023)
- Generale di brigata aerea A.M. Dario Antonio Missaglia (dal 2023)[1]